# Тех-нуар
Тех-нуар, технологія-нуар, також відомий як майбутній нуар і нуар наукової фантастики — гібридний жанр фільму або інших художніх творів шляхом об'єднання нуар кіно і наукової фантастики чи кіберпанку, таких як «Чужий» (1979), «Той, хто біжить по лезу» (1982) і «Термінатор» (1984). Він є одним із форм неонуару, що зосереджується більше на темах наукової фантастики. Термін був введений в «Термінаторі» як назва нічного клубу Tech Noir.